# Gunnar Thoroddsen
Gunnar Thoroddsen (29 de diciembre de 1910 - 27 de septiembre de 1983) político de Islandia. Fue primer ministro de su país entre el 8 de febrero de 1980 y el 26 de mayo de 1983.

## Carrera política
Miembro del Partido de la Independencia, es la persona más joven en haber sido elegida como miembro del Parlamento islandés. Tenía 23 años cuando fue elegido en 1934. Fue alcalde de Reikiavik entre 1947 y 1959, y ministro de Finanzas en 1959-1965. Luego fue embajador de Islandia en Dinamarca entre 1965 y 1969, y compitió por la presidencia del país en 1968. 
Deseaba suceder en el cargo a su suegro, Ásgeir Ásgeirsson, quien ocupaba el cargo desde 1952. Se desempeñó como ministro de Industria y Estado del Bienestar en el gabinete de Geir Hallgrímsson, entre el 28 de agosto de 1974 y el 27 de junio de 1978.
Thoroddsen y Hallgrimsson tenían desacuerdos, y éstos llevaron al primero a romper con la mayoría del Partido de la Independencia, junto a unos pocos miembros del Parlamento, y formar un gabinete con el Partido Progresista y la Alianza del Pueblo, que reemplazó al gobierno en minoría de Benedikt Gröndal. Al formar su gobierno, Thoroddsen se convirtió en el primer ministro con más edad de la historia de Islandia, con 69 años. 
No compitió para las elecciones parlamentarias de 1983, debido a su enfermedad, y puso fin a su actuación política  cuando su gabinete fue sucedido por el de Steingrímur Hermannsson. Falleció en septiembre del mismo año en Reikiavik.